# 벼락감투
"벼락감투"는 한국에서 제작된 홍일명 감독의 1956년 영화이다. 변기종 등이 주연으로 출연하였고 이경춘 등이 제작에 참여하였다.

## 출연

### 주연
- 변기종
- 김세라
- 김미선
- 서월영

## 기타
- 조명: 이병준
- 녹음: 이경순
- 미술: 갈이준